# Böle, Sundsvall
Böle är en stadsdel i stadsdelsområdet Sidsjö-Böle i Sundsvall söder om Mårtensro och Sidsjö.

## Historia
Böle var förr en by i Selångers socken, som 1652 tillsammans med Sidsjön införlivades med Sundsvalls stad.